# Vákuum

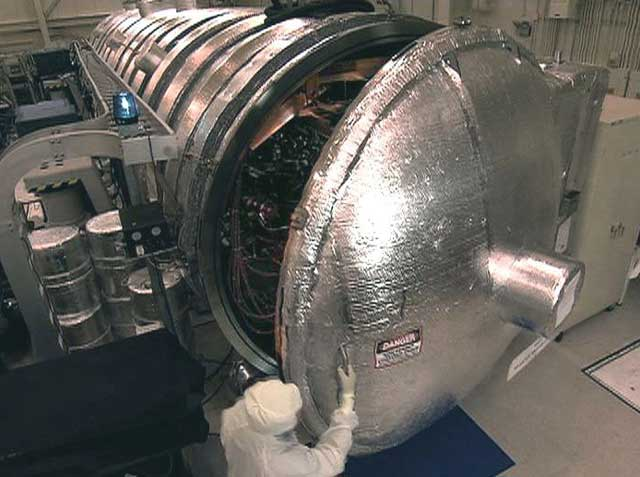
Nagyméretű vákuumkamra

A vákuum egy olyan adott téren belüli térfogat, mely elhanyagolható mennyiségű anyagot tartalmaz csak, így a benne levő nyomás jóval alacsonyabb, mint a standard légnyomás. A szó latin eredetű, a „vacuus” melléknév jelentése: „üres, valamitől megfosztott, szabad”, jóllehet egy tér soha nem lehet teljesen üres. A „tökéletes vákuum” csak filozófiai fogalom, a valóságban még soha nem figyeltek meg „tökéletes vákuumot”, a kvantumelmélet szerint nem is lehetséges.
A fizikusok az ideális teszteredményeket, melyek teljes vákuumban fordulnának elő, egyszerűen „vákuum” jelzővel látják el, például „a fénysebesség vákuumban”, míg a valóságos tökéletlen vákuumot „részleges vákuumnak” nevezik.
A vákuum minőségének a jelzőszáma az adott (reális) vákuum ideálistól való eltérése, a vákuumban található anyag nyomása. A nyomás a minőség elsődleges jelzője, leggyakrabban torrban vagy mbar-ban (1 mbar = 100 Pa) adják meg. Az alacsonyabb nyomás jobb vákuumminőséget jelent. A vákuum minőségének elméleti határt szab a kvantummechanika. A világűr egy természetes, jó minőségű vákuum, jobb, mint amit jelen technikai szintünkön mesterségesen elő tudunk állítani.

## Felfedezése és történeti felfogása
A vákuum már a görög idők óta tárgya a filozófiának, bár empirikusan nem tanulmányozták a 18. századig. A görögök többnyire nem tudták elgondolni, hogy létezhet a „semmi”. Parmenidész i. e. 485 körül ontológiai úton érvelt a „semmiség” létezésének lehetőségéről. Platón a vákuum gondolatát elképzelhetetlennek tartotta. Hasonlóképp, Arisztotelész is úgy vélekedett, hogy a semmi nem lehet valami. Abból a feltételezésből kiindulva, hogy vákuumban semmi nem akadályozza a mozgást, végtelen sebesség érhető el. Végtelen sebesség nem létezhet, tehát vákuum sem létezhet. Kijelentése, mi szerint „horror vacui”, a természet irtózik az ürességtől, több évszázadon keresztül érv maradt tudományos vitákban. Későbbi görög filozófusok úgy vélekedtek, hogy a vákuum létezhet valahol a „kozmoszon” kívül, benne azonban nem.

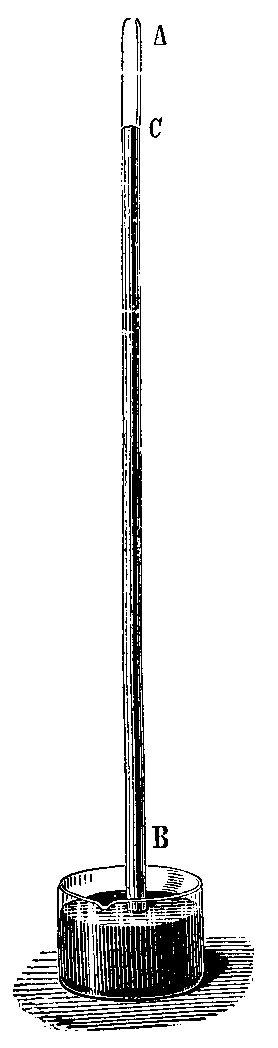
Torricelli higanyos barométere elsőként állított elő vákuumot laboratóriumban

A középkorban az egyház a vákuum gondolatát erkölcstelennek, sőt eretneknek tartotta. Minden hiány egyúttal Isten hiányát jelenti, visszautalva a világ teremtése előtti „semmire”.
Galileo Galilei már úgy vélekedett, hogy bár a természet kerüli a vákuumot, ezt csak korlátozottan tudja megtenni, azáltal, hogy megtölti anyaggal. 1643-ban Evangelista Torricelli, Galilei tanítványa elkezdte vizsgálni, hogy a bányaszivattyúk miért csak 10 méter magasságig képesek a vizet felszívni. Torricelli nem hitte, hogy a vákuumiszony emeli a vizet, sokkal inkább, hogy valami más nyomja fel. Megtöltött higannyal egyik végén zárt csövet, amely lefelé fordítva adott magasságú higanyoszlopot tartott meg, függetlenül attól, hogy mennyi higanyt használt. Ezzel nem csak a légnyomást fedezte fel, hanem először állított elő mesterségesen vákuumot, jóllehet ennek lehetőségét először Blaise Pascal ismerte fel.
1650-ben Otto von Guericke, Magdeburg polgármestere megalkotja az első vákuumszivattyút. Ennek segítségével 1654-ben bemutatja híres kísérletét, a magdeburgi féltekéket. Emellett bizonyítja, hogy a hang nem terjed vákuumban, a gyertya nem ég, és az állatok megfulladnak.
1656-ban Robert Boyle és Robert Hooke Guericke pumpájának segítségével felfedezik az ideális gázok törvényeinek egyik speciális esetét.

### Vákuum a kvantummechanikában

Kvantumfluktuáció 3D-s modellje

A kvantummechanikában a vákuum a lehető legkisebb energiájú állapot. Ám ebben is van kvantumfluktuáció. Vákuumban a Heisenberg-féle határozatlansági tétel szerint szüntelenül keletkeznek részecske-antirészecske párok, amelyek  rövid idő alatt megsemmisítik egymást. A vákuum ún. vákuumenergiával rendelkezik - az elektromágneses mező nullponti energiájával.  Li Cseng-tao, Jang Csen-ning  munkásságukért 1957-ben Nobel-díjat kaptak.

## Felhasználása

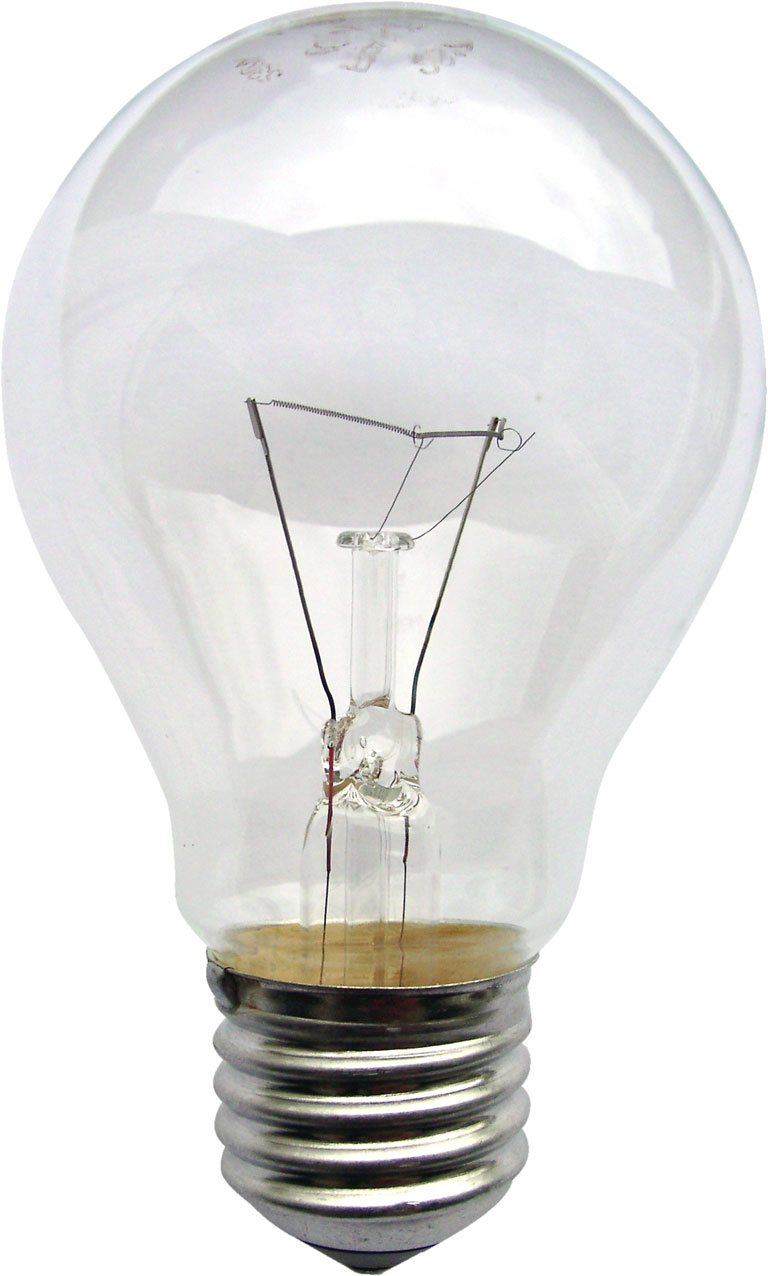
Az izzólámpa részleges vákuumot tartalmaz, amit általában visszatöltenek argonnal, hogy védje a volfrámspirált

Vákuumot elterjedten és gyakran használnak az iparban. Első általános felhasználása az izzólámpa volt, ahol is védte a volfrámhuzalt a kémiai behatásoktól. Kémiai közömbössége számos ipari alkalmazásban hasznos, például elektronsugaras hegesztés, CVD, száraz marás, vagy akár a vákuumcsomagolás. A vákuumnak, mivel konvekció benne nem lehetséges, hőszigetelő képessége kiváló. Ezt felhasználják például termoszok készítésére. A vákuum segíti a kipárolgást, ezért használják szárításra, desztillálásra. A vákuumot továbbá anyag- és alkatrészmozgatásra használják ún. vákuumtappancs segítségével a pneumatikus vezérléséknél. Felhasználják továbbá üregek anyaggal történő feltöltéséhez a vákuumos szélvédőjavítási eljárás során.

## Minőség
A vákuum minőségét a visszamaradt anyag jellemzi, elsődlegesen annak nyomása, de a teljes jellemzéséhez hozzátartozik még kémiai összetétele, hőmérséklete, anyagmennyisége, illetve más, az előbbiekből is levezethető fizikai mennyiségek, paraméterek. Egyik ilyen paraméter a közepes szabad úthossz, amely azt jellemzi, hogy egy molekula átlagosan mekkora távolságot tesz meg az adott vákuumban ütközés nélkül. Ahogy a nyomás csökken, úgy nő a szabad úthossz. Ha meghaladja a tárolóedény fizikai méretét a folyadékmechanikai törvények nem alkalmazhatók. A közepes szabad úthossz atmoszferikus nyomáson levegőben kb. 70 nm, de 100 mPa-on (~1·10−3 torr) szobahőmérsékletű levegőnél már kb. 10 cm.
A világűr általában sokkal üresebb, mint bármilyen mesterséges vákuum, amit létre tudunk hozni, ugyanakkor jellemzését nehezíti, hogy ott a nyomás túlnyomó része a napszélből származik, amihez képest az izotróp gáznyomás elhanyagolható.
A vákuum minőségét osztályokra szokták bontani, bár az osztályok határai nem univerzálisan elfogadottak.
| Név                                                                    | torr                   | Pascal            |
| Atmoszferikus nyomás (értéke ugyan változik, de szabványban rögzített) | 760 torr               | 101,325 kPa       |
| Elővákuum (vagy „durva vákuum”)                                        | 760 – 25 torr          | 100 – 3 kPa       |
| Középvákuum                                                            | 25 – 1·10−3 torr       | 3 kPa – 100 mPa   |
| Nagyvákuum                                                             | 1·10−3 – 1·10−9 torr   | 100 mPa – 1 µPa   |
| Ultranagy vákuum                                                       | 1·10−9 – 1·10−12 torr  | 100 nPa – 100 pPa |
| Extrém nagy vákuum                                                     | <1·10−12 torr          | <100 pPa          |
| Világűr                                                                | 1·10−6 – <3·10−17 torr | 100 µPa – < 3 fPa |
| Tökéletes vákuum                                                       | 0 torr                 | 0 Pa              |

### Példák
| Porszívó                       | kb. 80 kPa       | (600 torr)           |
| folyadékgyűrűs vákuumszivattyú | kb. 3,2 kPa      | (24 torr)            |
| Forgólapátos szivattyú         | 100 Pa – 100 mPa | (1 torr – 10−3 torr) |
| Izzólámpa                      | 10 – 1 Pa        | (0,1 – 0,01 torr)    |
| Termosz                        | 1 – 0,1 Pa       | (10−2 – 10−3 torr)   |
| Földközeli űr                  | kb. 100 µPa      | (10−6 torr)          |
| Nyomás a Holdon                | kb. 1 nPa        | (10−11 torr)         |
| Csillagközi tér                | kb. 1 fPa        | (10−17 torr)         |

## Szivattyúzás

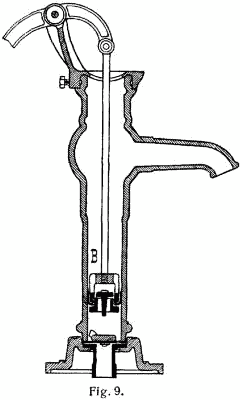
Kézi vízszivattyú. Részleges vákuumot állít elő, amit a víz kitölt, így vizet lehet felszívni a kútból

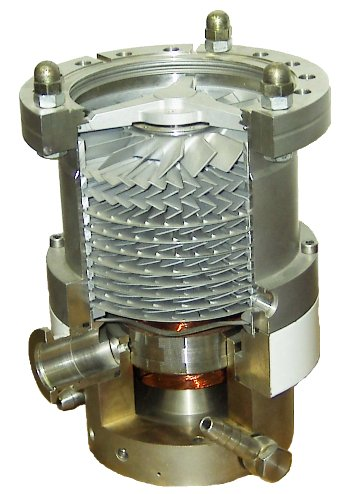
Egy turbómolekuláris szivattyú metszete. Az impulzusátadás elvén nagy vákuum érhető el

A vákuum előállításának legegyszerűbb módja egy zárt térfogatot (tartályt) megnövelni. Ezáltal a benne lévő nyomás leesik. Hasonlóképp, ahogy a mellkas kitágul, megnövekszik a tüdő térfogata, így lecsökken benne a nyomás, részleges vákuum keletkezik, amit hamarosan kitölt az atmoszferikus nyomás által bepréselt levegő.
Mivel a térfogat nem növelhető a végtelenségig, a műveletet ciklikussá kell tenni. Egy tartályt periodikusan lezárva, megnövelve, majd kinyitva és összenyomva a lecsökkentett térfogatban a nyomás meghaladja a külső nyomást, ezért kinyitva a gáz kiáramlik. Ez a dugattyús szivattyú elve (kompresszorelv), ilyen az ábrán látható kéziszivattyú is.
A fenti magyarázat csupán a szivattyúzás legegyszerűbb megoldását mutatja be. Az elvnek számos megvalósítása létezik, és alkalmaznak alapjaiban eltérő szivattyúkat is. Az „impulzusátadás” elvén működő pumpák lényegesen jobb vákuumot képesek előállítani, de az elv nem használható önmagában. Fontos feltétel a magas szabad úthossz, vagyis az alacsony nyomás (<1 kPa). Ekkor a részecskék nagyon ritkán ütköznek egymással, viszont gyakran a szivattyú alkatrészeivel. Ez magas szivattyúzási sebességet tesz lehetővé, viszont a szivattyú csak nagyon kis nyomáskülönbséget tud leküzdeni, ezért más előszivattyúkkal kombinálva használják.
A „befogás” elvén működő szivattyúk képesek a gáztérben lévő részecskéket abszorbeálni vagy megszilárdítani.
Egyik szivattyútípus sem univerzális, mindegyik típusnak megvannak a maga korlátai. Ami közös, hogy mindegyikük nehezen szivattyúz kis molekulasúlyú gázokat, amilyen például a hidrogén, a hélium vagy a neon.

## Mérés

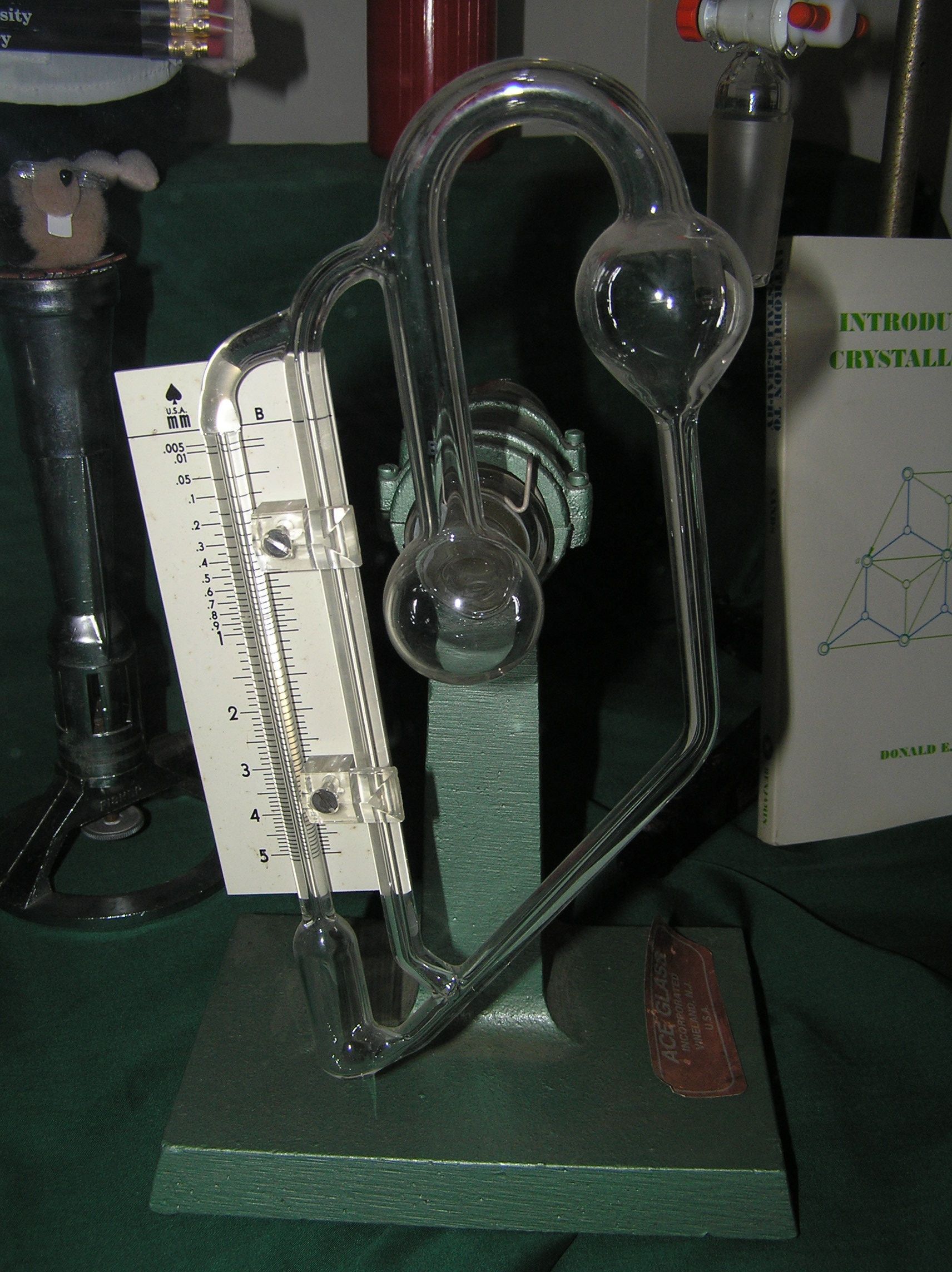
McLeod nyomásmérő, amivel a rendkívül kis nyomásokat mérik

A vákuum mérése lényegében nyomásmérés az alacsony tartományokban, ezért nyomásegységekben mérik. SI mértékegysége a Pascal, de sok helyen használják még a bar egységeket is.
Hidrosztatikus műszerek, mint például Torricelli higanyoszlop manométere, egy függőleges folyadékoszlopból állnak, két végükön két különböző nyomáson. A folyadékoszlop súlya egyensúlyt tart a két nyomáskülönbségéből adódó erővel. Erre bármilyen folyadék alkalmas, de a higany az egyik legalkalmasabb, alacsony gőznyomása és nagy sűrűsége révén. Ennek egy variációja a McLeod-cső, ami térfogatarányok alapján többszörözni képes a nyomást, így növelve a folyadékoszlop elmozdulását. Ez a jelenleg ismert legpontosabb közvetlen vákuummérő eszköz, akár 0,1 mPa nyomást is képes kimutatni.
Mechanikus vagy elasztikus műszerek, mint például diafragmák, Bourdon-csövek a nyomásváltozás hatására bekövetkező alakváltozás elvén működnek. Egyik elterjedt megvalósításuk, amikor a diafragma egy kondenzátor egyik fegyverzetét alkotja. Ez a műszer 10‒4 Pa környékén hatásos.
A hővezetésmérők a gáz csökkenő nyomással együtt járó csökkenő hővezető képességét használják ki. Egy árammal fűtött drót hőmérsékletét mérik adott teljesítmény mellett. A drót hőmérsékletét ekkor a hőveszteség határozza meg, ami nagy részben a hővezetésből adódik. Elterjedt variáció a Pirani-cső, amelyik egy darab platina huzalt használ a fűtésre, és ellenállás-hőmérőként. Ez a műszer 103 Pa-tól 0,1 Pa-ig pontos. Érzékeny a gáz összetételére, ezért az adott maradékgázra kell kalibrálni.
Az ionizációs vákuummérőket nagyvákuum-rendszerekben alkalmazzák 10 Pa-tól 10‒8 Pa-ig. Működésük során a kibocsátott elektronok ionizálják a maradék gázt, és az ionok becsapódnak a negatív elektródába. Az ionok által hordozott töltés áram formájában mérhető. Ez a műszertípus nagyon érzékeny a felületi szennyeződésekre, korrózióra, ezért védeni kell az atmoszferikus nyomástól. Gázösszetételtől való függése miatt sokszor tömegspektrométerrel kombinálva használják.

## Kigázosodás
A vákuumtérbe való bepárolgást és szublimációt nevezzük kigázosodásnak. Minden anyagnak, akár folyadék, akár szilárd, van valamekkora gőznyomása, és az ő kigázosodásuk fontossá válik, amint a vákuum nyomása megközelíti azt. A kigázosodás hatása ugyanolyan, mint egy szivárgásé, korlátozza az elérhető vákuumot. Mivel a gőznyomás hőmérsékletfüggő, ezért a kigázosodás kondenzálódhat hidegebb felületeken. Ez különösen problémás optikai eszközök esetén. Egy homályos lencse például az egész űrmisszió sikerét veszélyeztetheti.
A legjelentősebb kigázosodó anyag az ember alkotta vákuumrendszerekben a kamra falán abszorbeált víz. Ez csökkenthető a kamra előzetes szárításával, illetve hevítésével. A kigázosodott víz lecsapódhat a forgólapátos szivattyúk olajában és lecsökkenti annak hatásfokát.
Bizonyos anyagok nemkívánatosak nagyvákuum-rendszerekben, mint például műanyagok, amikből oldószerek párolognak, vagy egyes fémek, például cink, mert magas a gőznyomásuk, vagy a palládium, mert szivacsszerűen képes megkötni a hidrogént a felületén. Ultranagyvákuum-rendszereket általában előtte vákuumban hevítik, hogy ideiglenesen minden potenciálisan kigázosodó anyag gőznyomása megemelkedjen, és elszívhassák a rendszerből. Néha a rendszert jelentősen lehűtik, például folyékony nitrogénben, így minimalizálva a kigázosodást.

## Tulajdonságok
A tér sok tulajdonsága közelít a vákuumértékekhez, ahogy a nyomás közelít a nullához.
- A fény sebessége közelíti a 299 792 458 m/s-ot, de sosem éri el
- A törésmutató közelíti az 1,0-et, de mindig magasabb
- Az elektromos permittivitás ({\displaystyle \varepsilon _{0}}) közelíti a 8,8541878176x10‒12 farad per méter (F/m) értéket.
- A mágneses permeabilitás (μ0) közelíti a 4π×10‒7 N/A2 értéket.
- A hullámimpedancia ({\displaystyle Z_{0}}) közelíti a 376,73 Ω értéket.